# Krumstedt
Krumstedt település Németországban, Schleswig-Holstein tartományban. Lakosainak száma 530 fő (2023. december 31.).

## Népesség
A település népességének változása:
| Lakosok száma | 524  | 510  | 495  | 486  | 502  | 530  |
|               | 1975 | 2017 | 2019 | 2021 | 2022 | 2023 |